# Caenosynteles
Caenosynteles је род мољаца у породици Geometridae.